# マイケル・サヴェジ

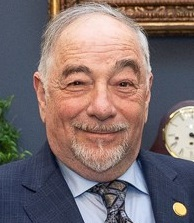

マイケル・アラン・ワイナー（英: Michael Alan Weiner、1942年3月31日 - ）は、マイケル・サヴェジ（英: Michael Savage）という筆名の方がよく知られているが、アメリカのラジオ司会者、著述家、活動家、栄養学者そして保守派の政治解説者である。彼は2012年までトーク・ラジオ・ネットワーク（Talk Radio Network）で全米に放送されたトーク・ショー「サヴェジ国」（The Savage Nation）で司会者を務めた。この番組は2009年にアメリカで2番目に多くの人が聴くラジオ・トーク・ショーとなった。このときこの番組は全米の400の放送局で放送され、リスナーは2000万人以上だった。2012年10月23日以来、彼はキュミュラス・メディア・ネットワークス（Cumulus Media Networks）のラジオ番組に出演している。彼はハワイ大学で医療植物学と医療人類学を専攻して修士の学位を取得し、カリフォルニア大学バークレー校で栄養伝統医学（nutritional ethnomedicine）を専攻して博士の学位を取得した。マイケル・ワイナー名義で彼は栄養学、生薬そして同毒療法についての著書を著した。マイケル・サヴェジ名義では彼は政治についての著書を4冊著した。それらの政治書はニューヨーク・タイムズ・ベスト・セラー・リスト（The New York Times Best Seller list）にランクインした。